# ГАЕС Кісен'яма
ГАЕС Кісен'яма (яп. 喜撰山発電所, Кісен'яма хацуденшьо, Гепберн: Kisen'yama hatsudensho) — гідроакумулювальна електростанція в Японії на острові Хонсю.
Як нижній резервуар використали водосховище ГЕС Амагасе, створене кількома роками раніше на річці Сета (Йодо), яка дренує найбільше озеро країни Біва та в Осаці впадає до Внутрішнього Японського моря. Його утримує бетонна аркова гребля висотою 73 метри та довжиною 254 метри, що потребувала 122 тис. м3 матеріалу. Сховище має площу поверхні 1,88 км2 та об'єм 26,3 млн м3 (корисний об'єм 20 млн м3).
Верхній резервуар створили на висотах правобережжя Сети за допомогою кам'яно-накидної споруди висотою 91 метр та довжиною 255 метрів, яка потребувала 2,3 млн м3 матеріалу. Вона утримує водойму з площею поверхні 0,31 км2 та об'ємом 7,2 млн м3 (корисний об'єм 5,3 млн м3).
Від верхнього резервуару ресурс надходить до машинного залу через два напірні водоводи завдовжки по 0,36 км зі спадаючим діаметром від 5,9 до 3,4 метра. З'єднання з нижнім резервуаром забезпечується через два тунелі довжиною 0,51 км та 0,54 км з перетином 4,9х4,9 метра. В системі також працюють два вирівнювальні резервуари висотою по 40 метрів з діаметром 10 метрів.
Основне обладнання станції становлять дві турбіни типу Френсіс загальною потужністю 480 МВт (номінальна потужність станції рахується як 466 МВт), які використовують напір у 219 метрів.